# Ommatius ula
Ommatius ula är en tvåvingeart som beskrevs av Scarbrough och Marascia 1999. Ommatius ula ingår i släktet Ommatius och familjen rovflugor.
Artens utbredningsområde är Thailand. Inga underarter finns listade i Catalogue of Life.